# Джонсон, Николай Николаевич
Никола́й Никола́евич Джонсон, по другим сведениям, Николай Николаевич Жонсон, (8 [20] марта 1878, Санкт-Петербург — 13 июня 1918, Пермь) — личный секретарь и друг великого князя Михаила Александровича. Вместе с ним по постановлению Малого Совнаркома был отправлен в ссылку в Пермскую губернию. Добивался отмены требования постановления о поселении его «не в одном городе» с великим князем. Вместе с Михаилом Александровичем был похищен и убит в ночь с 12 на 13 июня 1918 года группой сотрудников ЧК и милиции города Перми.

## Биография
Родился 8 марта 1878 года в Санкт-Петербурге в семье капитана Николая Александровича Жонсона, служившего в 3-й гвардейской и гренадерской артиллерийской бригаде, и Луизы Александровны Жонсон. Русский, православного вероисповедания (крещён 28 марта 1878 года). Старшие сёстры Николая — Анна, родилась в Варшаве весной 1874 года, и Елизавета, родилась через восемнадцать месяцев, возможно в Санкт-Петербурге.
Воспитывался в Александровском кадетском корпусе. В 1896 году был зачислен в Михайловское артиллерийское училище юнкером рядового звания, где познакомился с великим князем Михаилом Александровичем. В 1899 году произведён в подпоручики с назначением на службу в 24-ю артиллерийскую бригаду, где зачислен в 3-ю батарею. В 1900 году прикомандирован для испытания по службе к лейб-гвардии 1-й артиллерийской бригаде. В справке от 6 февраля 1901 года о состоянии здоровья Николая Жонсона отмечено, что в период трёхлетнего обучения в Михайловском артиллерийском училище он не отличался хорошим здоровьем. Вместе с тем «одарённый недюжинными умственными способностями, отличной памятью и умением подражать мимикой, жестами и даже голосом не только особам мужского пола, но и дамам различных общественных положений, юнкер Жонсон хорошо учился и был прекрасным актёром на женские роли». В 1903—1907 годах подпоручик Жонсон состоял в запасе артиллерии по Санкт-Петербургскому уезду. В феврале 1907 года был уволен из запаса в отставку в чине гвардии поручика.
В декабре 1912 года принял полномочия секретаря Михаила Александровича и впоследствии стал его хорошим другом. Знал три языка, но на английском говорил хуже великого князя. Был артистичен и музыкален — играл на гитаре, балалайке и пианино и хорошо пел. Его знакомый В. П. Зубов (в 1917—1918 годах в Гатчине) описал его внешность так: «…человек невысокого роста, пухленький и ещё молодой… когда-то собирался стать оперным певцом…» Николай Николаевич часто аккомпанировал великому князю, в том числе исполнял сочинённые им музыкальные произведения.
В 1913—1914 годах проживал вместе с Михаилом Александровичем, Натальей Брасовой и всей их свитой в Англии в арендованном на год замке Небуорт. При этом поиском места проживания в Англии по поручению великого князя занимался Николай Жонсон, и именно он вёл переговоры и подписал 1 сентября 1913 года договор об аренде с владельцем замка лордом Литтоном. В то время великий князь написал лорду Литтону: «…все мои дела ведёт капитан Жонсон. Я лично ни во что не вмешиваюсь. Поэтому, пожалуйста, будьте любезны общаться с ним по всем деловым вопросам». Повидать сына приехала мать Николая Жонсона, Луиза Александровна, которая затем осталась в Англии.
После возвращения великого князя в Россию Жонсон был восстановлен на действительной военной службе — в октябре 1914 года был призван из отставки и зачислен в 13-ю архангелогородскую пешую дружину. Затем командирован в 15-ю рабочую роту, но по состоянию здоровья был отстранён от участия в боевых действиях, хотя добровольно стремился на фронт. Из письма Жонсона Михаилу Александровичу, возглавлявшему в тот период так называемую «дикую дивизию», в мае 1915 года:

Теперь, Ваше Высочество, позвольте обратиться к Вам с уже новой просьбой… к этому меня вынуждает то тяжёлое душевное состояние, в котором я нахожусь и которое с течением времени всё только увеличивается и давит меня. Я, Ваше Высочество, говорю о том, что в войне не принимаю никакого участия и тогда, когда каждый уважающий себя человек должен побывать там, я сижу в глубоком тылу и несу мирные обязанности вполне безопасные.

И вот из-за этого я не нахожу себе места, и сознание, что я не исполняю ни минуты того, что надо бы исполнить в такие дни, как нынешние, — меня гложет нещадно. Если бы Вы были так милостивы и разрешили бы мне приехать к Вам, как о том было говорено, я бы сделал всё от меня зависящее, чтобы послужить хоть временно, чем могу и не быть стесняющим элементом. Я вполне понимаю, что я и не строевой офицер, но всё же, Ваше Высочество, я ещё не калека. А вот душа моя, как я к ней приглядываюсь — калечится и именно из-за этого тайно работающего сознания…
В начале 1916 года великий князь получил разрешение на возвращение Жонсона домой из армии — 19 февраля в царской канцелярии появилась запись: «…Государь Император соизволил на утверждение состоящего при Великом князе отставного поручика Жонсона с присвоением ему VI класса». Через несколько недель было официально утверждено назначение Николая Жонсона личным секретарем великого князя. Последующие несколько месяцев Жонсон провёл в основном в Гатчине и Брасово, управляя делами Михаила Александровича в его отсутствие. В ноябре 1916 года был награждён орденом Св. Анны 3-й степени. В дни Февральской революции постоянно был рядом с великим князем — следовал за ним в Мариинский дворец, в Таврический, в Зимний, затем на квартиру князя М. С. Путятина на Миллионной улице.
17 июля 1917 года поручик Жонсон был произведён за выслугу лет в штабс-капитаны со старшинством с 29 ноября 1913 года. Перед отправкой Царской семьи в ссылку в Тобольск Жонсон убедил А. Ф. Керенского разрешить Михаилу Александровичу увидеться с братом Николаем. В конце августа великий князь, находящийся в это время в Гатчине, был подвергнут домашнему аресту. На почве всех волнений у него началось обострение застарелой болезни — язвы. Николай Николаевич поехал в Петроград в штаб военного округа, добился перевода Михаила Романова под домашний арест в квартиру его юриста Алексея Матвеева на Фонтанке и вошёл в контакт с послом Великобритании в России Бьюкененом, благодаря ходатайствам которого Михаил Александрович был выпущен из-под ареста. Бьюкенен рекомендовал Жонсону покинуть Россию, но тот отказался оставить великого князя в такой тяжёлый момент.
После захвата власти большевиками было решено оставить Михаила Александровича в полностью контролируемой ими Гатчине. Однако 7 марта 1918 года великий князь и лица его окружения были арестованы Гатчинским советом в связи с тревожной обстановкой и возможным наступлением немцев на Петроград. 9 марта 1918 года на заседании Малого Совнаркома было рассмотрено предложение М. С. Урицкого о высылке Михаила Александровича и других арестованных в Гатчине в Пермскую губернию. В результате было вынесено решение, подписанное В. И. Лениным:

…бывшего великого князя Михаила Александровича, его секретаря Николая Николаевича Джонсона… выслать в Пермскую губернию вплоть до особого распоряжения. Место жительства в пределах Пермской губернии определяется Советом рабочих, солдатских и крестьянских депутатов, причём Джонсон должен быть поселён не в одном городе с бывшим великим князем Михаилом Романовым.
Узнав о том, что по приезде в Пермь их собираются разлучить, Николай Николаевич со станции Шарья отправил председателю Совнаркома В. И. Ленину следующую телеграмму:

15 марта 1918 г. Постановлением Совнаркома по прибытии в Пермь меня распоряжением разлучают с тем, у кого я состою секретарём; не прибыл ещё даже в Вятку несмотря на четырёхдневное томительное путешествие, совершающееся при самых тяжёлых условиях. Прошу Вас и Совет Народных Комиссаров принять во внимание расстроенное его здоровье, усугублённое таким путешествием. Прошу телеграммой отменить состоявшееся постановление о разлучении. Джонсон.— ГА РФ. Ф.130. Оп.2. Д.1109. Л.3. Телеграф, бланк.
По прибытии в Пермь Жонсон, как и Михаил Александрович, был помещён в городскую тюрьму, затем им разрешили свободное проживание, сначала в гостинице при бывшем Благородном собрании, затем в гостинице «Королёвские номера». Секретарь часто сопровождал великого князя в прогулках по городу и окрестностям, при посещении пермских знакомых, театра, синематографа. В ночь с 12 на 13 июня 1918 года Михаил Александрович и его секретарь, настоявший на сопровождении великого князя, были похищены, вывезены за пределы города и убиты. До настоящего времени место их захоронения не установлено.

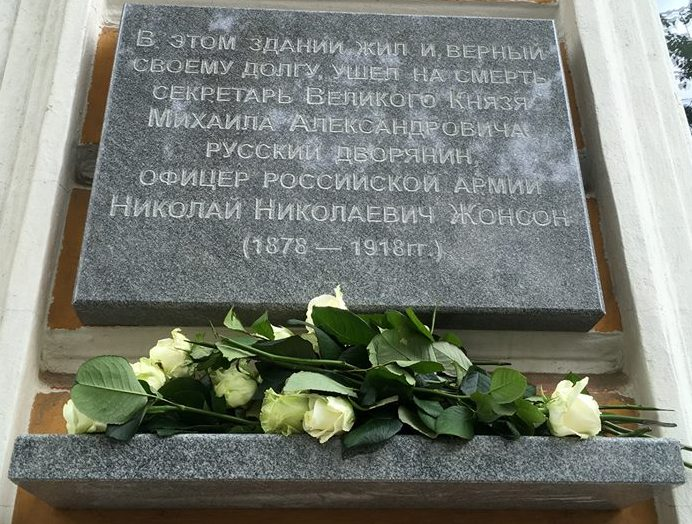
Мемориальная доска Н. Н. Жонсону на здании бывшей гостиницы «Королёвские номера», установленная в 2018 году

Имя Николая Джонсона было внесено в черновой список новомучеников и исповедников российских, составленный в русском зарубежье к их канонизации в 1981 году. Полный список новомучеников был издан в конце 1990-х годов. Николай Джонсон был реабилитирован постановлением Генеральной прокуратуры Российской Федерации 8 июня 2009 года.

## Настоящая фамилия — Жонсон
На протяжении многих лет в советской, а затем и в российской (до середины 2010-х годов) научной и популярной литературе было распространено представление о том, что в пермской ссылке сопровождал великого князя Михаила Александровича и погиб вместе с ним его секретарь, некий англичанин Брайан (Николай Николаевич) Джонсон. Участники тех событий в своих воспоминаниях называли его по-разному: «Дженсон», «Джонсон», «Женосон», «Жельсон». Возможно, начальным источником мифа об «англичанине Джонсоне» был сам Михаил Александрович, который в личном общении и в письмах называл своего секретаря и друга «Джони», а в период совместного проживания в замке Небуорт в Англии часто общался с ним на английском языке.
Свою версию «англизации» русской дворянской фамилии Жонсон предложил живущий в Санкт-Петербурге Андрей Александрович Жонсон, дед которого был троюродным братом секретаря великого князя. В письме в Пермский государственный архив социально-политической истории он написал: «Мой дед и его другие двоюродные и троюродные братья (также принимавшие участие в войне 1914—1917 гг.) скрывали свои немецкие корни и говорили, что их предки из Англии или из Швеции». Директор ПермГАСПИ Сергей Неганов объяснил «такое вынужденное лукавство» наступившим тогда периодом резких антигерманских настроений в России, из-за чего фамилия могла произноситься с «дж» в начале, но в документах писалась «Жонсон».
Вместе с тем, как отметил Сергей Неганов, Малый Совнарком в своем постановлении от 9 марта 1918 года о высылке в Пермскую губернию выделил особый статус Н. Н. Жонсона в числе сопровождавших Михаила Александровича лиц, предписывая непременно разделить их в ссылке. И хотя после настойчивых просьб секретаря и великого князя это ограничение было снято, какую-то реальную опасность в не имевшем никакого политического статуса отставном штабс-капитане Н. Н. Жонсоне Совнарком усматривал. Сам Николай Николаевич на обращениях в советские органы ставил подпись «Джонсон» или «Н. Джонсон».
Осенью 2017 года ПермГАСПИ получил документы о реальном человеке, погибшем с великим князем в пермской ссылке. Документы передал в архив один из потомков его рода, гражданин Чехии уже в третьем поколении, житель Праги Владимир Быстров. Основной документ — копия свидетельства о рождении, где записано:

Сим свидетельствуем, что столичного города С.-Петербурга, Казанского собора в метрической за 1878 год книге, в 1-й части о родившихся, в статьях мужеского пола, под № 85, значится: у вдовы умершего капитана, служившего в 3-й гвардейской и гренадерской артиллерийской бригаде, Николая Александровича Жонсона, православного исповедания. Луизы Александровны Жонсон, лютеранского исповедания сын Николай родился восьмого, а крещён двадцать восьмого числа марта тысяча восемьсот семьдесят восьмого года.
Другие переданные документы свидетельствуют, что после переезда в XVIII веке из Польши в Россию представители рода Жонсонов не меняли подданство и неизменно состояли на русской службе. Фамилия могла унаследовать немецкие, французские или польские корни, но не английские, и поэтому не имела англизированного «дж» в начале. Вместе с тем среди документов есть визитная карточка отца Николая Николаевича — Николая Александровича Жонсона — его фамилия написана по-французски и с французским артиклем: «de Johnson».

## Мать

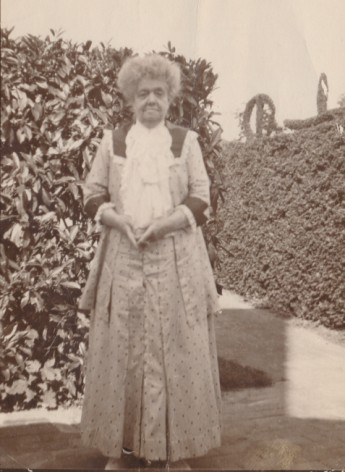
Луиза Александровна Джонсон-Миссиевич в Англии

Луиза Александровна Жонсон (урождённая Луиза-Вильгельмина Крейслер) родилась в Санкт-Петербурге 16 декабря 1851 года. После смерти первого мужа (1877) вступила в брак с Антоном Игнациевым (Игнатьевым) Миссиевичем в 1882 году, носила двойную фамилию: Жонсон-Миссиевич. Обучалась пению у Генриетты Ниссен-Саломан. Упомянута в книге воспоминаний известной преподавательницы оперного вокала Матильды Маркези, которая написала, что миссис Жонсон была среди её учениц в Вене, а позже (с 1880 года) преподавала пение в Санкт-Петербурге. Одной из учениц Луизы Александровны была А. В. Панаева-Карцева. В январе 1883 года редактор Парижского музыкального еженедельника Le Ménestrel сослался на гала-концерт — «вечер, устроенный в Санкт-Петербурге мадам Джонсон-Миссиевич в честь выступления звезды современной оперной сцены польского сопрано Марселлы Сембрих», на который, по сообщению корреспондента, «собралась вся местная аристократия, в том числе два князя из царской семьи».
В период пребывания сына в Англии (1913—1914) Луиза Александровна приехала к нему в Небуорт. Аренда замка заканчивалась и Михаил Александрович решил переехать в старинное поместье Пэддокхерст (англ. Paddockhurst) в Сассексе, но после объявления Германией войны России в 1914 году Николай II позволил Михаилу вернуться в Россию. Отъезд из Англии был поспешным, взяли только самые необходимые вещи — остальное, включая несколько роскошных автомобилей и чистокровных лошадей, было отправлено в Пэддокхерст, куда Михаил Александрович и Наталья Брасова планировали вернуться. Они оставили в Англии старшего конюха и Луизу Александровну, которая после этого занималась делами великого князя с оставшимся в Пэддокхерсте персоналом. Конюший короля Георга V сэр Артур Дэвидсон описывал это так:

Летом 1914 г. Великий князь Михаил взял в аренду дворец лорда Каудрея Пэддингхерст [Пэддокхерст], Уорт, Сассекс, но прежде чем он его занял, началась война, и он сразу поехал в Россию, возложив заботу о доме, парке, слугах, вместе со своими лошадьми и личными вещами, на мадам Жонсон-Миссиевич, старую русскую даму (говорящую только на французском и русском), которая приехала в Англию в первый раз навестить своего сына, который был конюшим и личным секретарем Великого князя.
Пэддокхерст арендовался на три года, но это было дорого и не было известно, сможет ли великий князь вернуться в Англию. Поэтому были переезды в другие места, последний — в деревню Уодхерст в Сассексе, в дом, которой Луиза Александровна арендовала летом 1917 года и сумела подготовить его к приезду Натальи Брасовой и её детей. Потребовалось несколько лет, прежде чем Луиза Александровна и вернувшаяся в Англию Наталья Брасова определённо отказались от надежды когда-либо снова увидеть обоих мужчин живыми. Они оставались в Уодхерсте почти два года, но желанная новость об удавшемся спасении после побега не приходила. Когда срок аренды дома истёк, они разъехались, Луиза Александровна нашла жильё в относительно закрытом городке Уэйбридж, где она скончалась через пять лет, 22 декабря 1924 года.